# Bianca Lawson
Bianca Jasmine Lawson (Los Angeles, 20 maart 1979) is een Amerikaans actrice.

## Carrière
Lawson leerde Hollywood kennen via haar vader, soapacteur Richard Lawson. Lawson speelde al op 9-jarige leeftijd in reclames. In 1993 kreeg ze, op 14-jarige leeftijd, een hoofdrol in de televisieserie Saved by the Bell: The New Class. Ze speelde gedurende twee seizoenen lang de rol van Megan Jones.
Sinds haar rol in de spin-off van Saved by the Bell heeft ze vooral gastrollen in bekende televisieseries, waaronder Buffy the Vampire Slayer en Dawson's Creek.
In de filmindustrie heeft Lawson vooral bijrollen in bekende films, waaronder Save the Last Dance, Dead & Breakfast, Breakin' All the Rules en Pledge This!.

## Filmografie
- House of Secrets (2014) - Julie (tv-film)
- Supergator (2007) - Carla Masters
- Pledge This! (2006) - Monique
- Breakin' All the Rules (2004) - Helen Sharp
- Dead & Breakfast (2004) - Kate
- Bones (2001) - Cynthia
- Save the Last Dance (2001) - Nikki
- Big Monster on Campus (2000) - Darien Stompanato
- Primary Colors (1998) - Loretta

## Televisiewerk
- Witches of East End (2014) - Eva
- Teen Wolf (2011-2017) - Marin Morell
- Pretty Little Liars (2010-2012) - Maya St. Germain
- Nikita (2010) - Emily
- The Vampire Diaries (2009-2016) - Emily Bennett
- Fearless (2004) - Harmony Kaye
- The Big House (2004) - Angel
- The Division (2004) - Marilynn Reiser
- Haunted (2002) - Brandi Combs
- For the People (2002) - Asia Portman
- Strong Medicine (2001) - Esperenza Maldonaldo
- The Feast of All Saints (2001) - Anna Bella Monroe
- Dawson's Creek (2000) - Nikki Green
- The Steve Harvey Show (1998) - Rosalind
- The Temptations (1998) - Diana Ross
- Buffy the Vampire Slayer (1997 - 1998) - Kendra
- The Parent 'Hood (1997) - Jasmine
- Smart Guy (1997, 1999) - Shirley
- Goode Behavior (1996) - Bianca Goode
- Sister, Sister (1994-1996) -Rhonda Coley
- In the House (1995) - Rachel
- Me and the Boys (1995)
- What'z Up? (1994) - Co-host
- My So-Called Life (1994) - Bathroom Girl number 3
- Saved by the Bell: The New Class (1993-1994) - Megan Jones

- Gemeinsame Normdatei: 1204457158
- International Standard Name Identifier: 0000 0000 4538 3691
- Library of Congress Control Number: no2003029642
- MusicBrainz: 9651c409-e14d-4af8-ac49-9d2cf2144aaa
- Virtual International Authority File: 9529271
- WorldCat: E39PBJfrJhQFgv7J644CHrjXBP